# Liste des anciennes communes de l'Hérault
Cette page a pour objectif de retracer toutes les modifications communales dans le département de l'Hérault : les anciennes communes qui ont existé depuis la Révolution française, ainsi que les créations, les modifications officielles de nom, ainsi que les échanges de territoires entre communes.
Dans un département en partie montagneux, et bien que l'exode rural ait été marqué, le tissu communal est resté particulièrement stable depuis plus de 200 ans. Quelques communes de montagne ont été regroupées au début du XIXe siècle, suivies d'une vague de création qui s'est prolongée jusqu'à récemment en zone littorale (la dernière en date étant La Grande-Motte en 1974).
De 335 communes en 1800, le nombre était encore de 342 en 1970. Depuis lors, les regroupements entre communes n'ont été que ponctuels. Ni la loi Marcellin dans les années 1970, ni le statut de commune nouvelle de 2010 n'ont réussi à redonner un véritable élan dans le mouvement de ces regroupements. Aujourd'hui le département compte toujours 341 communes (au 1er janvier 2025).

## Fusions
| Nom de la nouvelle commune                | Communes réunies            | Régime                                     | Date (et nature) de la décision | Date d'effet               |
| ----------------------------------------- | --------------------------- | ------------------------------------------ | ------------------------------- | -------------------------- |
| Lunas-les-Châteaux                        | Lunas                       | commune nouvelle (avec communes déléguées) | 27 décembre 2024 (Arrêté)       | 1er janvier 2025           |
| Lunas-les-Châteaux                        | Dio-et-Valquières           | commune nouvelle (avec communes déléguées) | 27 décembre 2024 (Arrêté)       | 1er janvier 2025           |
| Entre-Vignes                              | Saint-Christol              | commune nouvelle (avec communes déléguées) | 13 décembre 2018 (Arrêté)       | 1er janvier 2019           |
| Entre-Vignes                              | Vérargues                   | commune nouvelle (avec communes déléguées) | 13 décembre 2018 (Arrêté)       | 1er janvier 2019           |
| Octon                                     | Octon                       | fusion                                     | 7 décembre 1964 (Arrêté)        | 1er janvier 1965           |
| Octon                                     | Saint-Martin-des-Combes     | fusion                                     | 7 décembre 1964 (Arrêté)        | 1er janvier 1965           |
| Moulès-et-Baucels                         | Moulès                      | fusion                                     | 26 juin 1836 (Ordonnance)       | 26 juin 1836 (Ordonnance)  |
| Moulès-et-Baucels                         | Baucels-les-Ginestous       | fusion                                     | 26 juin 1836 (Ordonnance)       | 26 juin 1836 (Ordonnance)  |
| Sauteyrargues                             | Sauteyrargues               | fusion                                     | 26 juin 1836 (Ordonnance)       | 26 juin 1836 (Ordonnance)  |
| Sauteyrargues                             | Aleyrac                     | fusion                                     | 26 juin 1836 (Ordonnance)       | 26 juin 1836 (Ordonnance)  |
| Sauteyrargues                             | Lauret                      | fusion                                     | 26 juin 1836 (Ordonnance)       | 26 juin 1836 (Ordonnance)  |
| Olmet-et-Villecun                         | Olmet                       | fusion                                     | 27 avril 1832 (Ordonnance)      | 27 avril 1832 (Ordonnance) |
| Olmet-et-Villecun                         | Villecun                    | fusion                                     | 27 avril 1832 (Ordonnance)      | 27 avril 1832 (Ordonnance) |
| Saint-Étienne-de-Gourgas                  | Saint-Étienne-de-Gourgas    | fusion                                     | 27 avril 1832 (Ordonnance)      | 27 avril 1832 (Ordonnance) |
| Saint-Étienne-de-Gourgas                  | Aubaignes                   | fusion                                     | 27 avril 1832 (Ordonnance)      | 27 avril 1832 (Ordonnance) |
| La Vacquerie-et-Saint- Martin-de-Castries | La Vacquerie                | fusion                                     | 8 avril 1832 (Ordonnance)       | 8 avril 1832 (Ordonnance)  |
| La Vacquerie-et-Saint- Martin-de-Castries | Saint-Martin-de-Castries    | fusion                                     | 8 avril 1832 (Ordonnance)       | 8 avril 1832 (Ordonnance)  |
| Montblanc                                 | Montblanc                   | fusion                                     | 1815                            | 1815                       |
| Montblanc                                 | Coussergues                 | fusion                                     | 1815                            | 1815                       |
| Montferrier                               | Montferrier                 | fusion                                     | 22 mars 1813 (Décret)           | 22 mars 1813 (Décret)      |
| Montferrier                               | Baillarguet                 | fusion                                     | 22 mars 1813 (Décret)           | 22 mars 1813 (Décret)      |
| Le Pouget                                 | Le Pouget                   | fusion                                     | 1802                            | 1802                       |
| Le Pouget                                 | Saint-Amant-de-Teulet       | fusion                                     | 1802                            | 1802                       |
| Argelliers                                | Argelliers                  | fusion                                     | 1790-1794                       | 1790-1794                  |
| Argelliers                                | Sainte-Foy-de-Figuières     | fusion                                     | 1790-1794                       | 1790-1794                  |
| Argelliers                                | Saugras                     | fusion                                     | 1790-1794                       | 1790-1794                  |
| Aumelas                                   | Aumelas                     | fusion                                     | 1790-1794                       | 1790-1794                  |
| Aumelas                                   | Cabrials                    | fusion                                     | 1790-1794                       | 1790-1794                  |
| Aumelas                                   | Cardonnet                   | fusion                                     | 1790-1794                       | 1790-1794                  |
| Baillargues-et-Colombiers                 | Baillargues                 | fusion                                     | 1790-1794                       | 1790-1794                  |
| Baillargues-et-Colombiers                 | Colombiers                  | fusion                                     | 1790-1794                       | 1790-1794                  |
| Le Bosc                                   | Bosc-d'Avoiras (Le)         | fusion                                     | 1790-1794                       | 1790-1794                  |
| Le Bosc                                   | Saint-Alban                 | fusion                                     | 1790-1794                       | 1790-1794                  |
| Le Bosc                                   | Saint-Frichoux              | fusion                                     | 1790-1794                       | 1790-1794                  |
| Carlencas-et-Levas                        | Carlencas                   | fusion                                     | 1790-1794                       | 1790-1794                  |
| Carlencas-et-Levas                        | Levas                       | fusion                                     | 1790-1794                       | 1790-1794                  |
| Causses-et-Veyran                         | Causses                     | fusion                                     | 1790-1794                       | 1790-1794                  |
| Causses-et-Veyran                         | Veyran                      | fusion                                     | 1790-1794                       | 1790-1794                  |
| Ceilhes-et-Rocozels                       | Ceilhes                     | fusion                                     | 1790-1794                       | 1790-1794                  |
| Ceilhes-et-Rocozels                       | Rocozels                    | fusion                                     | 1790-1794                       | 1790-1794                  |
| Dio-et-Valquières                         | Dio                         | fusion                                     | 1790-1794                       | 1790-1794                  |
| Dio-et-Valquières                         | Valquières                  | fusion                                     | 1790-1794                       | 1790-1794                  |
| Fabrègues                                 | Fabrègues                   | fusion                                     | 1790-1794                       | 1790-1794                  |
| Fabrègues                                 | Mujolan                     | fusion                                     | 1790-1794                       | 1790-1794                  |
| Florensac                                 | Florensac                   | fusion                                     | 1790-1794                       | 1790-1794                  |
| Florensac                                 | Saint-Hippolite             | fusion                                     | 1790-1794                       | 1790-1794                  |
| Gignac                                    | Gignac                      | fusion                                     | 1790-1794                       | 1790-1794                  |
| Gignac                                    | Carcarès                    | fusion                                     | 1790-1794                       | 1790-1794                  |
| Lattes                                    | Lattes                      | fusion                                     | 1790-1794                       | 1790-1794                  |
| Lattes                                    | Soriech                     | fusion                                     | 1790-1794                       | 1790-1794                  |
| Lieuran-lès-Béziers                       | Lieuran-lès-Béziers         | fusion                                     | 1790-1794                       | 1790-1794                  |
| Lieuran-lès-Béziers                       | Ribaute                     | fusion                                     | 1790-1794                       | 1790-1794                  |
| Lunel-Viel                                | Lunel-Viel                  | fusion                                     | 1790-1794                       | 1790-1794                  |
| Lunel-Viel                                | Montels                     | fusion                                     | 1790-1794                       | 1790-1794                  |
| Maraussan                                 | Maraussan                   | fusion                                     | 1790-1794                       | 1790-1794                  |
| Maraussan                                 | Villenouvette               | fusion                                     | 1790-1794                       | 1790-1794                  |
| Mauguio                                   | Mauguio                     | fusion                                     | 1790-1794                       | 1790-1794                  |
| Mauguio                                   | Leyrargues                  | fusion                                     | 1790-1794                       | 1790-1794                  |
| Mauguio                                   | Saint-Marcel                | fusion                                     | 1790-1794                       | 1790-1794                  |
| Maureilhan-et-Ramejean                    | Maureilhan                  | fusion                                     | 1790-1794                       | 1790-1794                  |
| Maureilhan-et-Ramejean                    | Ramejean                    | fusion                                     | 1790-1794                       | 1790-1794                  |
| Mèze                                      | Mèze                        | fusion                                     | 1790-1794                       | 1790-1794                  |
| Mèze                                      | Saint-Martin-de-Thau        | fusion                                     | 1790-1794                       | 1790-1794                  |
| Montpellier                               | Montpellier                 | fusion                                     | 1790-1794                       | 1790-1794                  |
| Montpellier                               | Celleneuve                  | fusion                                     | 1790-1794                       | 1790-1794                  |
| Montpellier                               | Montauberon                 | fusion                                     | 1790-1794                       | 1790-1794                  |
| Montpellier                               | Montels-lès-Montpellier     | fusion                                     | 1790-1794                       | 1790-1794                  |
| Montpellier                               | Saint-Hilaire               | fusion                                     | 1790-1794                       | 1790-1794                  |
| Montpeyroux                               | Montpeyroux                 | fusion                                     | 1790-1794                       | 1790-1794                  |
| Montpeyroux                               | Saint-Étienne-des-Airs      | fusion                                     | 1790-1794                       | 1790-1794                  |
| Octon                                     | Octon                       | fusion                                     | 1790-1794                       | 1790-1794                  |
| Octon                                     | Lauzières                   | fusion                                     | 1790-1794                       | 1790-1794                  |
| Pézenas                                   | Pézenas                     | fusion                                     | 1790-1794                       | 1790-1794                  |
| Pézenas                                   | Conas                       | fusion                                     | 1790-1794                       | 1790-1794                  |
| Saint-André-de-Sangonis                   | Saint-André-de-Sangonis     | fusion                                     | 1790-1794                       | 1790-1794                  |
| Saint-André-de-Sangonis                   | Camboux                     | fusion                                     | 1790-1794                       | 1790-1794                  |
| Saint-André-de-Sangonis                   | Sainte-Brigitte             | fusion                                     | 1790-1794                       | 1790-1794                  |
| Saint-Gervais-Terre-Foraine (Rosis)       | Saint-Gervais-Terre-Foraine | fusion                                     | 1790-1794                       | 1790-1794                  |
| Saint-Gervais-Terre-Foraine (Rosis)       | Notre-Dame-de-Douch         | fusion                                     | 1790-1794                       | 1790-1794                  |
| Saint-Martin-de-Londres                   | Saint-Martin-de-Londres     | fusion                                     | 1790-1794                       | 1790-1794                  |
| Saint-Martin-de-Londres                   | Frouzet                     | fusion                                     | 1790-1794                       | 1790-1794                  |
| Saint-Sériès                              | Saint-Sériès                | fusion                                     | 1790-1794                       | 1790-1794                  |
| Saint-Sériès                              | Saint-Félix-de-Sinistargues | fusion                                     | 1790-1794                       | 1790-1794                  |
| Vias                                      | Vias                        | fusion                                     | 1790-1794                       | 1790-1794                  |
| Vias                                      | Preignes                    | fusion                                     | 1790-1794                       | 1790-1794                  |
| Viols-le-Fort                             | Viols-le-Fort               | fusion                                     | 1790-1794                       | 1790-1794                  |
| Viols-le-Fort                             | Saint-Jean-de-Combajagues   | fusion                                     | 1790-1794                       | 1790-1794                  |

## Créations et rétablissements
| Nom de la commune créée              | Commune affectée          | Mode de création              | Date (et nature) de la décision | Date d'effet               |
| ------------------------------------ | ------------------------- | ----------------------------- | ------------------------------- | -------------------------- |
| La Grande-Motte                      | Mauguio                   | Démembrement                  | 28 septembre 1974 (Arrêté)      | 1er octobre 1974           |
| Valras-la-Plage                      | Sérignan                  | Démembrement                  | 18 février 1931 (Loi)           | 18 février 1931 (Loi)      |
| Babeau-Bouldoux                      | Saint-Chinian             | Démembrement                  | 18 juillet 1921 (Loi)           | 18 juillet 1921 (Loi)      |
| Saint-Jean-de-Pardailhan             | Pardailhan                | Démembrement                  | 11 juin 1908 (Loi)              | 11 juin 1908 (Loi)         |
| Saint-Étienne-Estréchoux             | Camplong                  | Démembrement                  | 10 juillet 1900 (Loi)           | 10 juillet 1900 (Loi)      |
| Prades-sur-Vernazobre                | Cessenon                  | Démembrement                  | 15 mars 1900 (Loi)              | 15 mars 1900 (Loi)         |
| Balaruc-les-Bains                    | Balaruc                   | Démembrement et suppression   | 11 décembre 1886 (Loi)          | 11 décembre 1886 (Loi)     |
| Balaruc-le-Vieux                     | Balaruc                   | Démembrement et suppression   | 11 décembre 1886 (Loi)          | 11 décembre 1886 (Loi)     |
| Courniou                             | Saint-Pons                | Démembrement                  | 18 février 1884 (Décret)        | 18 février 1884 (Décret)   |
| Saint-Aunès                          | Mauguio                   | Démembrement                  | 22 mars 1873 (Décret)           | 22 mars 1873 (Décret)      |
| Le Crès                              | Castelnau-le-Lez          | Démembrement                  | 30 septembre 1872 (Décret)      | 30 septembre 1872 (Décret) |
| Cambon-et-Salvergues                 | Saint-Julien              | Démembrement                  | 13 février 1869 (Décret)        | 13 février 1869 (Décret)   |
| Cambon-et-Salvergues                 | Mons                      | Démembrement                  | 13 février 1869 (Décret)        | 13 février 1869 (Décret)   |
| Lauret                               | Sauteyrargues             | Démembrement (rétablissement) | 30 décembre 1868 (Arrêté)       | 30 décembre 1868 (Arrêté)  |
| Verreries-de-Moussans                | Saint-Pons                | Démembrement                  | 12 mars 1864 (Loi)              | 12 mars 1864 (Loi)         |
| Verreries-de-Moussans                | Rieussec                  | Démembrement                  | 12 mars 1864 (Loi)              | 12 mars 1864 (Loi)         |
| Verreries-de-Moussans                | Boisset                   | Démembrement                  | 12 mars 1864 (Loi)              | 12 mars 1864 (Loi)         |
| Graissessac                          | Camplong                  | Démembrement                  | 7 juin 1859 (Décret)            | 7 juin 1859 (Décret)       |
| Palavas                              | Mauguio                   | Démembrement                  | 29 janvier 1850 (Loi)           | 29 janvier 1850 (Loi)      |
| Palavas                              | Lattes                    | Démembrement                  | 29 janvier 1850 (Loi)           | 29 janvier 1850 (Loi)      |
| Palavas                              | Villeneuve-lès-Maguelonne | Démembrement                  | 29 janvier 1850 (Loi)           | 29 janvier 1850 (Loi)      |
| Cazedarnes                           | Cessenon                  | Démembrement                  | 14 janvier 1850 (Loi)           | 14 janvier 1850 (Loi)      |
| Villecelle (futur Lamalou-les-Bains) | Mourcairol                | Démembrement et suppression   | 16 mai 1845 (Ordonnance)        | 16 mai 1845 (Ordonnance)   |
| Les Aires                            | Mourcairol                | Démembrement et suppression   | 16 mai 1845 (Ordonnance)        | 16 mai 1845 (Ordonnance)   |
| Saint-Martin-d'Orb                   | Camplong                  | Démembrement                  | 2 juin 1844 (Loi)               | 2 juin 1844 (Loi)          |
| Saint-Martin-d'Orb                   | Lunas                     | Démembrement                  | 2 juin 1844 (Loi)               | 2 juin 1844 (Loi)          |

## Modifications de nom officiel
| Ancien nom                  | Nouveau nom                | Date (et nature) de la décision |
| --------------------------- | -------------------------- | ------------------------------- |
| Villeneuve-lès-Maguelonne   | Villeneuve-lès-Maguelone   | 5 août 1992 (Décret)            |
| Saint-Saturnin              | Saint-Saturnin-de-Lucian   | 13 décembre 1991 (Décret)       |
| Villemagne                  | Villemagne-l'Argentière    | 16 août 1989 (Décret)           |
| Saint-Geniès-le-Bas         | Saint-Geniès-de-Fontedit   | 21 juin 1988 (Décret)           |
| Cessenon                    | Cessenon-sur-Orb           | 16 janvier 1985 (Décret)        |
| Saint-Clément               | Saint-Clément-de-Rivière   | 16 janvier 1985 (Décret)        |
| Saint-Pons                  | Saint-Pons-de-Thomières    | 11 juin 1979 (Décret)           |
| Colombières                 | Colombières-sur-Orb        | 8 octobre 1958 (Décret)         |
| Saint-Gervais               | Saint-Gervais-sur-Mare     | 8 octobre 1958 (Décret)         |
| Saint-Hilaire               | Saint-Hilaire-de-Beauvoir  | 8 octobre 1958 (Décret)         |
| La Salvetat-sur-l'Agout     | La Salvetat-sur-Agout      | 8 octobre 1958 (Décret)         |
| Saint-Nazaire               | Saint-Nazaire-de-Pézan     | 9 avril 1956 (Décret)           |
| Maureilhan-et-Ramejan       | Maureilhan                 | 22 mars 1955 (Décret)           |
| Murviel                     | Murviel-lès-Béziers        | 22 mars 1955 (Décret)           |
| Saint-Vincent               | Saint-Vincent-d'Olargues   | 22 mars 1955 (Décret)           |
| Nissan                      | Nissan-lez-Enserune        | 22 août 1950 (Décret)           |
| Saint-Maurice               | Saint-Maurice-Navacelles   | 4 janvier 1938 (Décret)         |
| Saint-Jean-de-Pardailhan    | Saint-Jean-de-Minervois    | 16 juillet 1936 (Décret)        |
| Montferrier                 | Montferrier-sur-Lez        | 13 mai 1935 (Décret)            |
| Valras-la-Plage             | Valras-Plage               | 15 août 1931 (Décret)           |
| Palavas                     | Palavas-les-Flots          | 2 mars 1929 (Décret)            |
| Félines-Hautpoul            | Félines-Minervois          | 18 janvier 1929 (Décret)        |
| Lignan                      | Lignan-sur-Orb             | 29 juillet 1928 (Décret)        |
| Cette                       | Sète                       | 20 janvier 1928 (Décret)        |
| Pézènes                     | Pézènes-les-Mines          | 17 juillet 1926 (Décret)        |
| Le Poujol                   | Le Poujol-sur-Orb          | 14 février 1921 (Décret)        |
| Boujan                      | Boujan-sur-Libron          | 24 mars 1920 (Décret)           |
| Taussac-et-Douch            | Taussac-la-Billière        | 23 juillet 1919 (Décret)        |
| Ferrières                   | Ferrières-les-Verreries    | 30 novembre 1918 (Décret)       |
| Ferrières                   | Ferrières-Poussarou        | 20 novembre 1918 (Décret)       |
| Maureilhan-et-Ramejan       | Maureilhan                 | 12 mars 1914 (Décret)           |
| Vic-les-Étangs              | Vic-la-Gardiole            | 12 mars 1914 (Décret)           |
| Usclas-de-Plaux             | Usclas-du-Bosc             | 1912                            |
| Baillargues-et-Colombiers   | Baillargues                | 5 août 1908 (Décret)            |
| Fraisse                     | Fraisse-sur-Agout          | 21 décembre 1894 (Décret)       |
| Saint-Geniès                | Saint-Geniès-des-Mourgues  | 21 décembre 1894 (Décret)       |
| Thézan                      | Thézan-lès-Béziers         | 20 novembre 1893 (Décret)       |
| Murviel                     | Murviel-lez-Montpellier    | 10 décembre 1891 (Décret)       |
| Prades                      | Prades-le-Lez              | 28 mars 1890 (Décret)           |
| Parlatges                   | Saint-Pierre-de-la-Fage    | 14 novembre 1889 (Décret)       |
| Cazilhac-le-Bas             | Cazilhac                   | 14 septembre 1885 (Décret)      |
| Vic                         | Vic-les-Étangs             | 9 juin 1885 (Décret)            |
| Boussagues                  | La Tour-sur-Orb            | 14 janvier 1884 (Décret)        |
| Saint-Martin-d'Orb          | Le Bousquet-d'Orb          | 24 février 1881 (Décret)        |
| Villecelle                  | Lamalou-les-Bains          | 9 septembre 1878 (Décret)       |
| Castelnau                   | Castelnau-le-Lez           | 1865                            |
| La Salvetat                 | La Salvetat-sur-l'Agout    | 21 juin 1848 (Arrêté)           |
| Villeneuve-Angoulème        | Villeneuve-lès-Maguelonne  | 7 janvier 1831 (Ordonnance)     |
| Saint-Gervais-Terre-Foraine | Rosis                      | 1830                            |
| Villeneuve-lès-Maguelonne   | Villeneuve-Angoulème       | 18 avril 1816 (Ordonnance)      |
| La Blaquière                | Saint-Jean-de-la-Blaquière | 1802                            |
| Château-de-Londres          | Mas-de-Londres             | 1794                            |
| Ferrals                     | Ferrals-les-Montagnes      | 1794                            |

## Modifications de limites communales
Les modifications des limites communales décidées par arrêtés préfectoraux ne sont pas répertoriées dans le Journal officiel ni dans le Bulletin officiel.
| La commune de ...                   | ... cède du territoire à la commune de ... | précisions                                                         | Date (et nature) de la décision                |
| ----------------------------------- | ------------------------------------------ | ------------------------------------------------------------------ | ---------------------------------------------- |
| Le Crès                             | Jacou                                      | Superficie de 51 a 36 ca                                           | 27 octobre 1999 (Décret)                       |
| Jacou                               | Le Crès                                    | Superficie de 39 a 66 ca                                           | 27 octobre 1999 (Décret)                       |
| Mauguio                             | Baillargues                                | 36 habitants                                                       | 19 octobre 1972 (Décret)                       |
| Mudaison                            | Baillargues                                |                                                                    | 19 octobre 1972 (Décret)                       |
| Béziers                             | Maraussan                                  | Superficie de 215 ha 54 a 59 ca 4 habitants                        | 26 décembre 1968 (Décret)                      |
| Montpellier Grabels                 | Grabels Montpellier                        |                                                                    | 9 juin 1967 (Arrêté) 5 septembre 1967 (Arrêté) |
| Ferrières-Poussarou                 | Berlou                                     | Hameaux de Labadie et Labartarie 45 habitants                      | 25 octobre 1960 (Arrêté)                       |
| Capestang                           | Montady                                    |                                                                    | 28 juillet 1955 (Décret)                       |
| Brissac                             | Cazilhac                                   | Domaine du Fesquet et les Concasses Superficie de 64 ha 75 a 90 ca | 2 mars 1955 (Arrêté)                           |
| Cazilhac                            | Brissac                                    | Tènements de Lacan et du Devesous Superficie de 60 ha 9 a 20 ca    | 2 mars 1955 (Arrêté)                           |
| Fontès                              | Péret                                      |                                                                    | 4 mars 1939 (Décret)                           |
| Saint-Vincent                       | Saint-Étienne-d'Albagnan                   | Hameaux de Cailho, Cassagnoles et Mas-du-Rieu                      | 31 janvier 1874 (Décret)                       |
| Frontignan                          | Cette (Sète)                               |                                                                    | 18 juin 1859 (Loi)                             |
| Saint-Gervais-Terre-Foraine (Rosis) | Castanet-le-Haut                           | Hameaux de Ginestet, Fagairolles, la Barraquette et la Coste       | 1830                                           |
| Saint-Gervais-Terre-Foraine (Rosis) | Saint-Geniès-de-Varensal                   | Hameau d'Albes                                                     | 1830                                           |
| Saint-Gervais-Terre-Foraine (Rosis) | Saint-Gervais-sur-Mare                     | Hameau des Nières                                                  | 1830                                           |

## Changement de département
| Département d'origine | Département de rattachement | Canton concerné         | Communes concernées                                                                                | Date (et nature) de la décision           |
| --------------------- | --------------------------- | ----------------------- | -------------------------------------------------------------------------------------------------- | ----------------------------------------- |
| TARN                  | HÉRAULT                     | Canton de Saint-Gervais | Castanet-le-Haut, Saint-Geniès-de-Varensal, Saint-Gervais-la-Ville, et Saint-Gervais-Terre-Foraine | Loi du 28 pluviôse an V (16 février 1797) |
| HÉRAULT               | TARN                        | Canton d'Anglès         | Anglès, Labastide-Rouairoux, Lamontélarié et Le Margnès-d'Anglès                                   | Loi du 28 pluviôse an V (16 février 1797) |